# Mayumbe (schip, 1929)
De Belgische stomer en vrachtschip Mayumbe was een vrachtschip dat eigendom was van de CAN (Compagnie Africaine de Navigation.) De CAN werd in 1920 opgericht door de CMBC (Compagnie Maritime Belge du Congo) om het vrachtvervoer van en naar Afrika te verzekeren. De CAN-onderneming werd in 1929 door de CMBC opgeslorpt.

## Geschiedenis
De Mayumbe klonk Afrikaans van naam en mat 4.736 ton. Het schip had een rechte voorsteven met spiegelachtersteven, twee diep gelegen voor- en achterkuipen en een kleine opbouw. Rond de smalle zwarte, met wit omrande schoorsteen stonden vier hoge luchtkokers opgesteld. Het vrachtschip had twee masten met elk vier laadbomen. In Afrika moest in sommige havens nog gelost en geladen worden met eigen materiaal. Walkranen hadden de meeste Afrikaanse havens toen nog niet. Die kwamen pas veel later toen Antwerpen zijn oude stoomkranen schonk aan de havens van Boma en Matadi in Congo.
Het schip werd in 1939 verkocht aan Adriatica Società Anonima Di Navigazione, Venetië en kreeg de naam Bosforo. Het werd op 31 maart 1942 getorpedeerd door de Britse HMS Proteus, 24 mijl van Sapienza.